# Liga dos Campeões da CAF de 1988
A Liga dos Campeões da CAF de 1988 foi a 24ª edição desta competição anual de futebol de clubes da Confederação Africana de Futebol. Ela determinou o campeão do ano em futebol de clubes na África. O torneio contou com a participação de 37 equipes e seguiu um esquema de playoffs com partidas de ida e volta.
O ES Sétif, da Argélia, conquistou a vitória nessa final, tornando-se pela primeira vez campeão de clubes da CAF.

## Clubes classificados:
| País                           | Equipe              |
| ------------------------------ | ------------------- |
| Argélia                        | - Sétifienne        |
| Angola                         | - Petro Atlético    |
| Burundi                        | - Inter             |
| Benim                          | - Requins           |
| Botswana                       | - Township Rollers  |
| Costa do Marfim                | - Africa Sports     |
| Camarões                       | - Tonnerre          |
| Egito                          | - Al Ahly           |
| Gana                           | - Asante Kotoko     |
| Gabão                          | - 105 Libreville    |
| Guiné                          | - Kaloum Star       |
| Guiné Equatorial               | - Elá Nguema        |
| Lesoto                         | - Defence Force     |
| Libéria                        | - Invincible Eleven |
| Líbia                          | - Al-Nasr Benghazi  |
| Marrocos                       | - FAR Rabat         |
| Mali                           | - Stade Malien      |
| Moçambique                     | - Matchedje         |
| Madagáscar                     | - Jos Nosy-Bé       |
| Ilhas Maurícias                | - Sunrise           |
| Mauritânia                     | - ASC Police        |
| Nigéria                        | - Heartland         |
| Quênia                         | - Quênia            |
| República do Congo             | - Étoile du Congo   |
| República Democrática do Congo | - Mazembe           |
| Ruanda                         | - Panthères Noires  |
| Senegal                        | - SUNEOR            |
| Serra Leoa                     | - Kallon            |
| Sudão                          | - Al Hilal          |
| Essuatíni                      | - Manzini Wanderers |
| Somália                        | - Wagad             |
| Tanzânia                       | - Young Africans    |
| Tunísia                        | - Étoile du Sahel   |
| Togo                           | - Doumbé            |
| Uganda                         | - Villa             |
| Zâmbia                         | - Kebwe Warriors    |
| Zimbabwe                       | - Black Rhinos      |

## Rodada preliminar
| Equipe 1          | Total | Equipe 2         | 1.º jogo | 2.º jogo |
| ----------------- | ----- | ---------------- | -------- | -------- |
| Manzini Wanderers | 6-1   | Township Rollers | 2-0      | 4-1      |
| Elá Nguema        | 0-5   | Étoile du Congo  | 0-1      | 0-4      |
| Panthères Noires  | 2-3   | Wagad            | 2-2      | 0-1      |
| Defence Force     | 2-3   | Sunrise          | 2-0      | 0-3      |
| Kallon            | 0-1   | Police           | 0-1      | 0-0      |

## Primeira Rodada
| Equipe 1          | Total        | Equipe 2       | 1.º jogo | 2.º jogo |
| ----------------- | ------------ | -------------- | -------- | -------- |
| Heartland         | 3-0          | Requins        | 2-0      | 1-0      |
| Kaloum Star       | 1-5          | Africa Sports  | 0-2      | 1-3      |
| Doumbé            | 0-2          | Tonnerre       | 0-1      | 0-1      |
| Étoile du Congo   | 0-2          | Inter          | 0-0      | 0-2      |
| Invincible Eleven | 0-1          | FAR Rabat      | 0-1      | 0-0      |
| Matchedje         | 4-3          | Jos Nosy-Bé    | 3-1      | 1-2      |
| Petro Atlético    | 3-1          | Mazembe        | 2-1      | 1-0      |
| Sunrise           | 4-3          | Black Rhinos   | 2-1      | 2-2      |
| Police            | 2-2 (10-9 p) | SUNEOR         | 2-0      | 0-2      |
| Asante Kotoko     | 2-2 (2-4 p)  | 105 Libreville | 2-0      | 0-2      |
| Étoile du Sahel   | w/o1         | Al-Nasr        | 1        |          |
| Manzini Wanderers | 2-5          | Villa          | 1-4      | 1-1      |
| Stade Malien      | 1-5          | Sétifienne     | 1-1      | 0-4      |
| Shabana           | 2-4          | Kabwe Warriors | 1-0      | 1-4      |
| Wagad             | 1-7          | Al-Hilal       | 1-1      | 0-6      |
| Young Africans    | 0-4          | Al-Ahly        | 0-0      | 0-4      |

## Oitavas-de-final
| Equipe 1        | Total | Equipe 2       | 1.º jogo | 2.º jogo |
| --------------- | ----- | -------------- | -------- | -------- |
| Heartland       | 4-3   | Tonnerre       | 2-0      | 2-3      |
| Africa Sports   | 4-2   | Petro Atlético | 3-0      | 1-2      |
| FAR Rabat       | 6-2   | Police         | 5-0      | 1-2      |
| Sunrise         | 3-5   | Matchedje      | 2-0      | 1-5      |
| 105 Libreville  | 3-2   | Inter          | 2-1      | 1-1      |
| Étoile du Sahel | 2-3   | Sétifienne     | 2-1      | 0-2      |
| Kabwe Warriors  | 1-3   | Al-Hilal       | 0-0      | 1-3      |
| Villa           | 3-6   | Al-Ahly        | 2-3      | 1-3      |

## Quartas-de-final
| Equipe 1       | Total | Equipe 2      | 1.º jogo | 2.º jogo |
| -------------- | ----- | ------------- | -------- | -------- |
| Heartland      | 3-2   | Africa Sports | 2-0      | 1-2      |
| Al-Hilal       | 1-3   | FAR Rabat     | 1-0      | 0-3      |
| 105 Libreville | 3-4   | Sétifienne    | 3-1      | 0-3      |
| Al-Ahly        | 2-1   | Matchedje     | 2-0      | 0-1      |

## Semifinais
| Equipe 1   | Total       | Equipe 2  | 1.º jogo | 2.º jogo |
| ---------- | ----------- | --------- | -------- | -------- |
| Heartland  | 5-5 (5-3 p) | FAR Rabat | 4-1      | 1-4      |
| Sétifienne | 2-2 (4-2 p) | Al-Ahly   | 2-0      | 0-2      |

## Final
| Equipe 1   | Resultado | Equipe 2   |
| ---------- | --------- | ---------- |
| Heartland  | 1-0       | Sétifienne |
| Sétifienne | 4-0       | Heartland  |

## Campeão
| Liga dos Campeões da CAF 1988 - Campeão |
| --------------------------------------- |
| Argélia                                 |
| Sétifienne 1° Titúlo                    |